# Oberhallau
Oberhallau je obec ve švýcarském kantonu Schaffhausen. Žije zde 444 obyvatel.

## Geografie
Obec se nachází v nejsevernější části Švýcarska, v oblasti Klettgau asi 11 kilometrů západně od centra kantonálního hlavního města Schaffhausen. Oberhallau leží mezi vrcholy Lugmer a Oberhallauer Berg na úpatí vinic. Sousedními obcemi jsou Schleitheim, Hallau, Gächlingen a Neunkirch. Hranice mezi Německem a Švýcarskem probíhá severozápadně.

## Historie

Letecký pohled (1923)

V obci byly nalezeny stopy po římské usedlosti. V roce 1095 je zmiňována Hallaugia superiori et inferiori, což odkazuje na obě části tehdejší jednotné obce.
Oberhallau sdílelo své osudy s obcí Hallau až do počátku 16. století. Poté, co patronát nad obcí přešel z kostnického biskupství na Schaffhausen, se Oberhallau v roce 1526 oddělilo od Hallau kvůli konfliktům v užívání. Odloučení mohlo být také důsledkem selských nepokojů z roku 1525, v nichž Hallau hrálo hlavní roli. Zda šlo o oslabení obce Hallau, nebo o odměnu pro případně loajálnější obyvatele Oberhallau, zůstává nejasné. V Oberhallau se nacházela kaple zasvěcená svatému Petrovi, která od roku 1508 patřila k kostelu v Halleu. Předtím patřila, stejně jako téměř všechny kostely v oblasti Klettgau, k filiálce Neunkirchu. Teprve v roce 1713 se Oberhallau stalo samostatnou farností. Současný kostel byl postaven na místě kaple v roce 1751.

## Obyvatelstvo

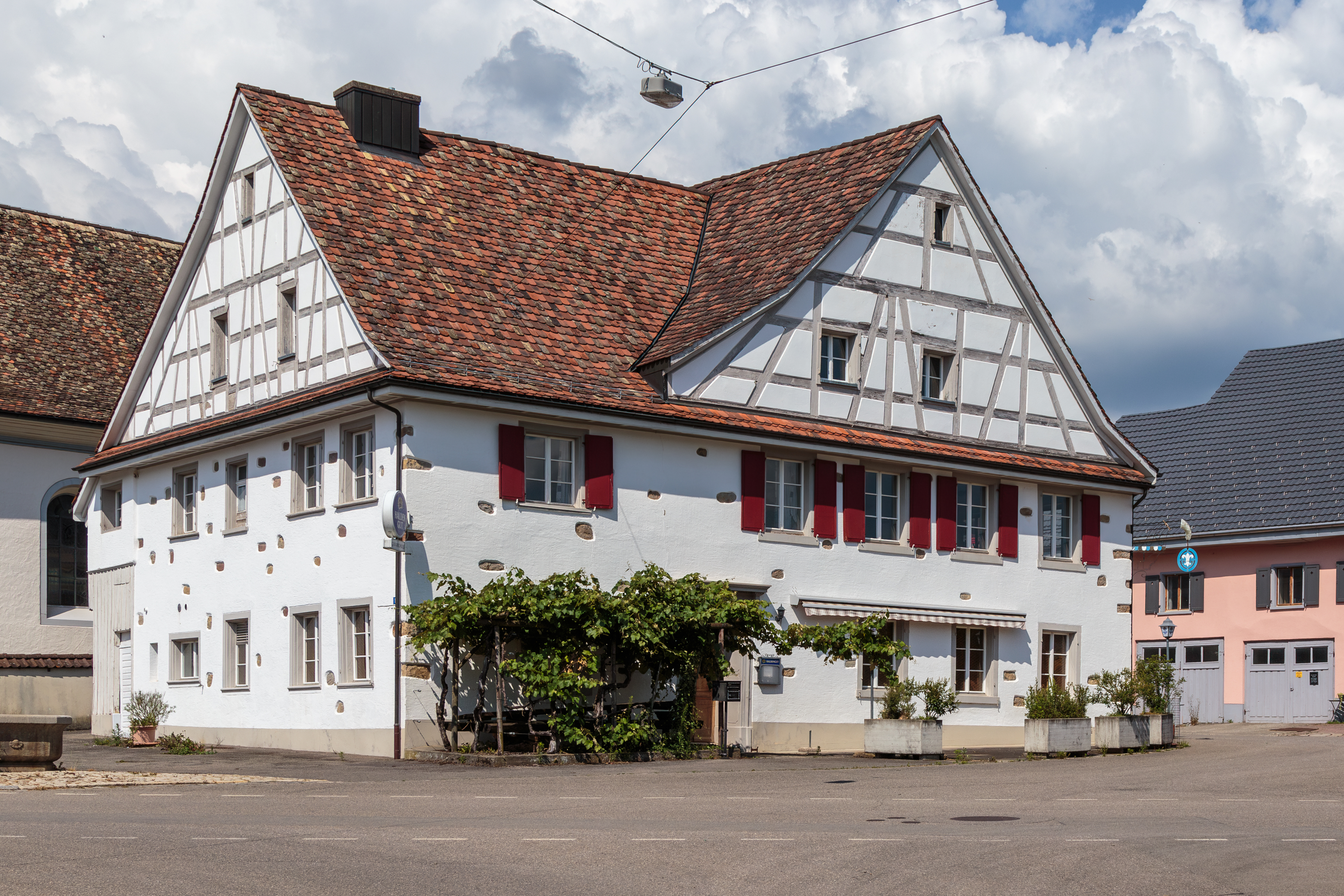
Obecní úřad

| Rok            | 1771 | 1798 | 1836 | 1850 | 1900 | 1950 | 2000 |
| Počet obyvatel | 399  | 531  | 762  | 734  | 534  | 426  | 397  |

## Hospodářství a doprava
Oberhallau je jednou z největších vinařských obcí ve východním Švýcarsku. Ještě v roce 2005 pocházelo 67 % pracovních míst z primárního sektoru. V roce 2000 pracovalo 60 % obyvatel mimo obec.
Obec je spojena s okolními sídly pouze regionálními silnicemi. Nejbližší nájezd na dálnici A4 ve směru na Curych nebo Stuttgart je vzdálen 12 km.
Napojení na síť veřejné dopravy zajišťují autobusové linky systému SchaffhausenBus.